# 深圳晚报
《深圳晚报》（Shenzhen Evening Post）是中共深圳市委宣传舆论报纸，隶属于深圳报业集团。1993年8月，该报获得中华人民共和国新闻出版总署批准，1994 年1月1日由深圳商报社主办的《深圳晚报》正式创刊，曾在中国晚报年会上被评为中国晚报界“新四小龙”之一。2009年8月18日起，《深圳晚报》正式改为早上出版。
2011年来深圳晚报两次全新改版。坚持“民生报、服务报、家园报”定位，以民生新闻为主要内容，主要报道本地新闻。

## 外部連結
- 深圳晚报数字报 （页面存档备份，存于）
- 深圳晚报的新浪微博